# Eugeniusz Zarzycki (wiceminister)
Eugeniusz Zarzycki (ur. ?, zm. 21 stycznia 2010) – polski działacz partyjny i państwowy, inżynier włókiennik oraz dyplomata, podsekretarz stanu w Ministerstwie Przemysłu Chemicznego i Lekkiego (1983–1987).

## Życiorys
Ukończył studia inżynierskie, został działaczem Polskiej Zjednoczonej Partii Robotniczej. Zawodowo związany z przemysłem włókienniczo-bawełnianym, był m.in. wicedyrektorem ds. produkcji w Andrychowskich Zakładach Przemysłu Bawełnianego. Pod koniec lat 70. pełnił funkcję wicedyrektora Zjednoczenia Przemysłu Bawełnianego, następnie jego dyrektora. Działał w Stowarzyszeniu Włókienników Polskich oraz Izbie Bawełny w Gdyni. Od grudnia 1983 do października 1987 był podsekretarzem stanu w Ministerstwie Przemysłu Chemicznego i Lekkiego. Pracował w dyplomacji jako radca handlowy ambasady PRL w Moskwie oraz konsul handlowy w konsulacie PRL w Mińsku.
25 stycznia 2010 został pochowany na Cmentarzu Doły w Łodzi.